# Dennis Iapichino
Dennis Iapichino (Frauenfeld, Suiza; 27 de julio de 1990) es un futbolista suizo. Su posición es defensa y su actual club es el FC Sion de la Superliga de Suiza.

## Trayectoria

### Montreal Impact
El 11 de julio de 2012 se hace oficial su llegada al Montreal Impact. Debutó con el cuadro canadiense el 14 de julio en un partido de liga contra Philadelphia Union entrando al minuto 85' por Zarek Valentin, al final el encuentro terminó con una derrota para su club por marcador de dos a uno.

### Servette FC
El 25 de enero de 2019 se da a conocer su préstamo al Servette FC. Su primer partido con el equipo fue el 2 de febrero ante el FC Vaduz en liga entrando de cambio al minuto 75' por Sébastien Wüthrich, su equipo terminaría ganando el encuentro por marcador de dos a cero.
Anotó su primer gol con el equipo el 23 de febrero ante el SC Kriens en un encuentro de liga, al final su club terminaría ganando el encuentro por marcador de cero a tres.

### FC Sion
El 15 de septiembre de 2020 se hace oficial su llegada al FC Sion. Su primer juego con el equipo fue el 20 de septiembre en un encuentro de liga ante el St. Gallen arrancando como titular y completando el partido.

## Estadísticas

### Clubes
Actualizado al último partido jugado el 18 de marzo de 2023.
| FC Biel-Bienne · Suiza | 2.ª           | 2009-10       | 12  | 0 | -  | - | - | - | 12  | 0 | 0.10 |
| FC Biel-Bienne · Suiza | Total         | Total         | 12  | 0 | 0  | 0 | 0 | 0 | 12  | 0 | 0.00 |
| FC Lugano · Suiza | 2.ª           | 2010-11       | 24  | 0 | 1  | 0 | - | - | 25  | 0 | 0.00 |
| FC Lugano · Suiza | 2.ª           | 2011-12       | 20  | 1 | -  | - | - | - | 20  | 1 | 0.05 |
| FC Lugano · Suiza | Total         | Total         | 44  | 1 | 1  | 0 | 0 | 0 | 45  | 1 | 0.02 |
| Montreal Impact · Canadá                                                                                                  | 1.ª           | 2012          | 7   | 0 | -  | - | - | - | 7   | 0 | 0.00 |
| Montreal Impact · Canadá                                                                                                  | 1.ª           | 2013          | 9   | 0 | 2  | 0 | - | - | 11  | 0 | 0.00 |
| Montreal Impact · Canadá                                                                                                  | Total         | Total         | 16  | 0 | 2  | 0 | 0 | 0 | 18  | 0 | 0.00 |
| D.C. United Estados Unidos                                                                                                | 1.ª           | 2013          | 6   | 0 | -  | - | - | - | 6   | 0 | 0.00 |
| D.C. United Estados Unidos                                                                                                | Total         | Total         | 6   | 0 | 0  | 0 | 0 | 0 | 6   | 0 | 0.00 |
| FC Winterthur · Suiza | 2.ª           | 2014-15       | 32  | 0 | 1  | 0 | - | - | 33  | 0 | 0.00 |
| FC Winterthur · Suiza | 2.ª           | 2015-16       | 19  | 0 | 2  | 0 | - | - | 21  | 0 | 0.00 |
| FC Winterthur · Suiza | Total         | Total         | 51  | 0 | 3  | 0 | 0 | 0 | 54  | 0 | 0.00 |
| AC Siena · Italia | 3.ª           | 2016-17       | 34  | 0 | -  | - | - | - | 34  | 0 | 0.00 |
| AC Siena · Italia | 3.ª           | 2017-18       | 39  | 1 | -  | - | - | - | 39  | 1 | 0.03 |
| AC Siena · Italia | Total         | Total         | 73  | 1 | 0  | 0 | 0 | 0 | 73  | 1 | 0.01 |
| AS Livorno · Italia | 2.ª           | 2018-19       | 6   | 0 | 2  | 0 | - | - | 8   | 0 | 0.00 |
| AS Livorno · Italia | Total         | Total         | 6   | 0 | 2  | 0 | 0 | 0 | 8   | 0 | 0.00 |
| Servette FC · Suiza | 2.ª           | 2018-19       | 14  | 2 | -  | - | - | - | 14  | 2 | 0.14 |
| Servette FC · Suiza | 1.ª           | 2019-20       | 22  | 0 | -  | - | - | - | 22  | 0 | 0.00 |
| Servette FC · Suiza | Total         | Total         | 36  | 2 | 0  | 0 | 0 | 0 | 36  | 2 | 0.06 |
| FC Sion · Suiza | 1.ª           | 2020-21       | 23  | 0 | -  | - | - | - | 23  | 0 | 0.00 |
| FC Sion · Suiza | 1.ª           | 2021-22       | 1   | 0 | 1  | 0 | - | - | 2   | 0 | 0.00 |
| FC Sion · Suiza | 1.ª           | 2022-23       | 10  | 0 | 1  | 0 | - | - | 11  | 0 | 0.00 |
| FC Sion · Suiza | Total         | Total         | 34  | 0 | 2  | 0 | 0 | 0 | 36  | 0 | 0.00 |
| Total carrera | Total carrera | Total carrera | 278 | 4 | 10 | 0 | 0 | 0 | 288 | 4 | 0.01 |
| (1) Incluye datos de Copa Suiza. (2) Incluye datos de Liga Europa de la UEFA. (3) No incluye goles en partidos amistosos. |               |               |     |   |    |   |   |   |     |   |      |

## Palmarés

### Campeonatos nacionales
| Título                | Club            | País           | Año     |
| --------------------- | --------------- | -------------- | ------- |
| Campeonato Canadiense | Montreal Impact | Canadá         | 2013    |
| U.S. Open Cup         | DC United       | Estados Unidos | 2013    |
| Challenge League      | Servette FC     | Suiza          | 2018-19 |